# إل جي برادا 3.0
إل جي برادا 3.0 (بالإنجليزية: LG Prada 3.0)‏ هو هاتف ذكي من إل جي أليكترونيكس يعمل بنظام أندرويد تم الكشف عنه في ديسمبر 2011، تم طرحه في الأسواق في يناير 2012.

## الخصائص
- نظام التشغيل: أندرويد
- الكاميرا الأمامية: 1.3 ميجابكسل
- الكاميرا الخلفية: 8 ميجابكسل
- الشاشة: 480 × 800
- الوزن: 138 غرام
- المعالج: 1 جيجا هرتز ثنائي النواة
- الذاكرة: 1 جيجابايت
- التخزين: 8 جيجابايت